# Bidje Manzia
Bidje Manzia (Kinshasa, 24 settembre 1994) è un calciatore congolese (Repubblica Democratica del Congo), attaccante del Seyssinet.

## Carriera

### Club
Nella stagione 2012-2013 ha segnato un gol in 2 presenze nella massima serie tunisina con l'Etoile du Sahel

### Nazionale
Ha giocato 6 partite (3 nella Coppa d'Africa Under-20 del 2013 e 3 nel Torneo di Tolone del 2013) con la Nazionale Under-20, e 2 partite con la Nazionale della Repubblica Democratica del Congo, una delle quali valevole per le qualificazioni alla Coppa d'Africa del 2013, per la quale Manzia è stato convocato e non è mai sceso in campo.